# Colophospermum mopane
El mopane o mopani (Colophospermum mopane) es un árbol que crece en lugares cálidos y secos, entre 200 y 1.150 m de altitud, al norte de Namibia, sur de Angola, nordeste de Botsuana, norte de Sudáfrica, en todo Zimbabue, al sur de Zambia y Malaui y en Mozambique.
El género monotípico Colophospermum sólo crece en África y tiene una única especie llamada mopane en lengua local. El mopane es una leguminosa.

## Descripción
Las hojas del mopane se distinguen fácilmente porque son compuestas, tienen dos foliolos y toman entre ambos la forma de las alas de una mariposa. Donde se juntan las dos hojas se advierte el remanente de un tercer foliolo.
El mopane es un árbol caducifolio (las hojas caen en primavera y brotan en octubre, antes de las lluvias) o semicaducifolio (las hojas caen cuando brotan las nuevas). Entre diciembre y abril brotan las flores, pequeñas y amarillas, apenas visibles. El fruto tiene forma ovalada o de riñón y madura entre abril y junio.

## Distribución y hábitat
Crece sobre todo en terrenos alcalinos (con alto contenido en limos) poco profundos y mal drenados y también en suelos aluviales. En Botsuana y Zimbabue, donde llueve más, puede alcanzar los 18 metros de altura y al estar muy juntos forman verdaderas catedrales forestales. En zonas más secas o con heladas invernales forman bosques abiertos donde no supera los dos metros.

## Ecología
Al elefante le encantan las hojas y las vainas del mopane y es frecuente verlos donde están estos árboles. También le gusta a jirafas, rinocerontes y babuinos. A estos les gusta un psílido que se alimenta de la savia y que en su etapa juvenil es muy sabroso, el Arytaina mopani. Una pequeña abeja también es característica de este árbol, la Plebeina hildebrandti, muy molesta porque se introduce en la nariz, las orejas y los ojos. Produce una pequeña cantidad de miel.
Junto con el mogotlo (Acacia erioloba) y el monzo (Combretum imberbe) forma la tríada de los grandes árboles de leña. 

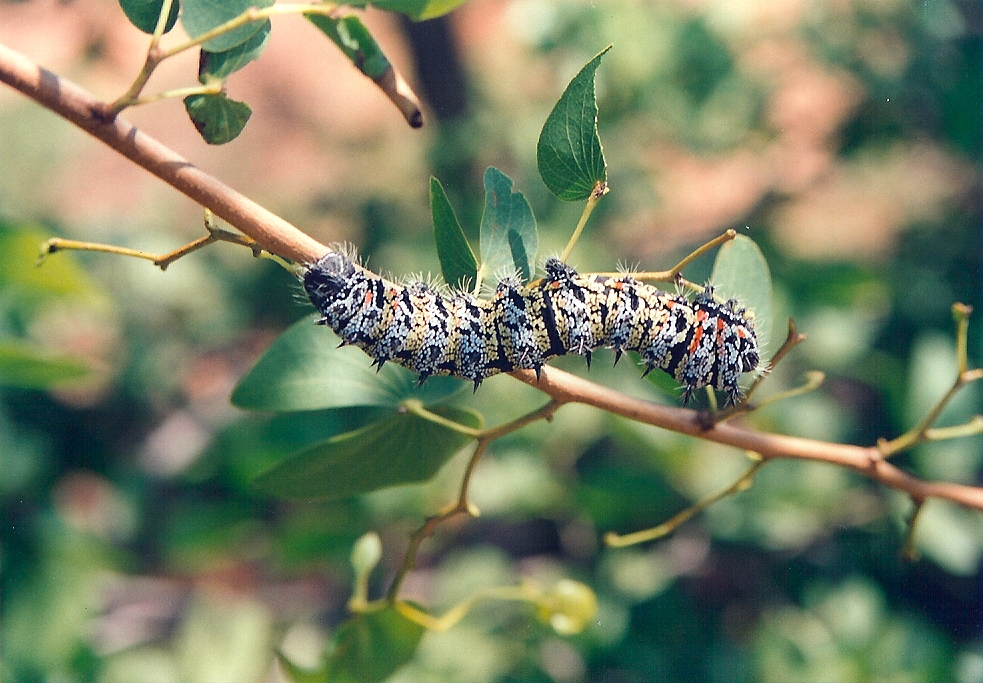
Rama de mopane con un gusano del mopane (Gonimbrasia belina).

La larva de la mariposa Gonimbrasia belina, conocida como gusano del mopane vive en las ramas el árbol; es muy rico en proteínas y sirve de alimento a los habitantes de la región donde crece el árbol. El gusano, que alcanza los 10 cm, puede ser comido tostado o seco.

## Usos

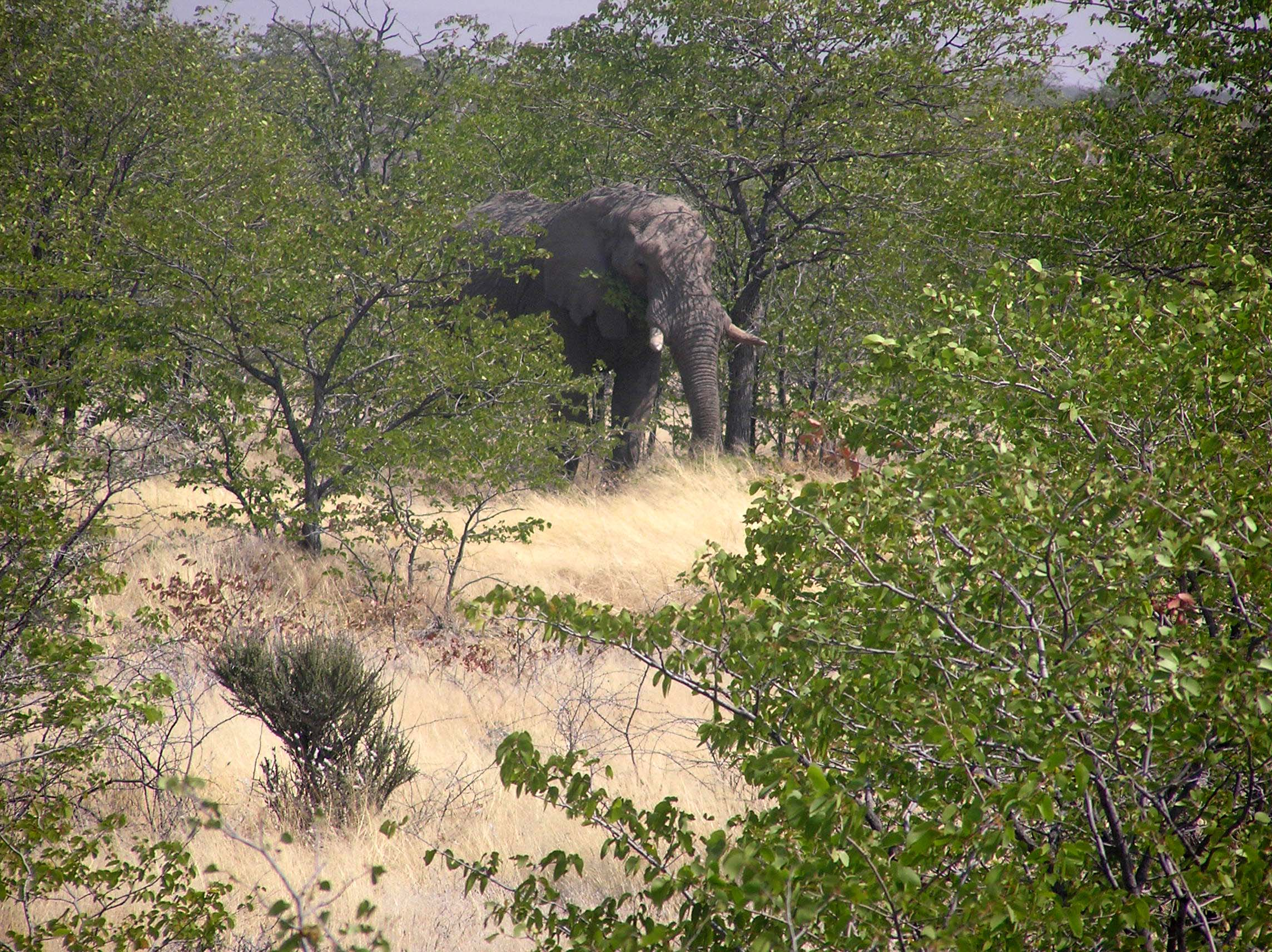
Un elefante se abre paso en el bosque de mopanes en el parque nacional de Etosha.

La madera del mopane es muy dura y difícil de trabajar. Se usa para la construcción porque es muy resistente y no pueden atacarla ni las termitas. También se usa para las traviesas de los trenes y para los soportes de las minas. 

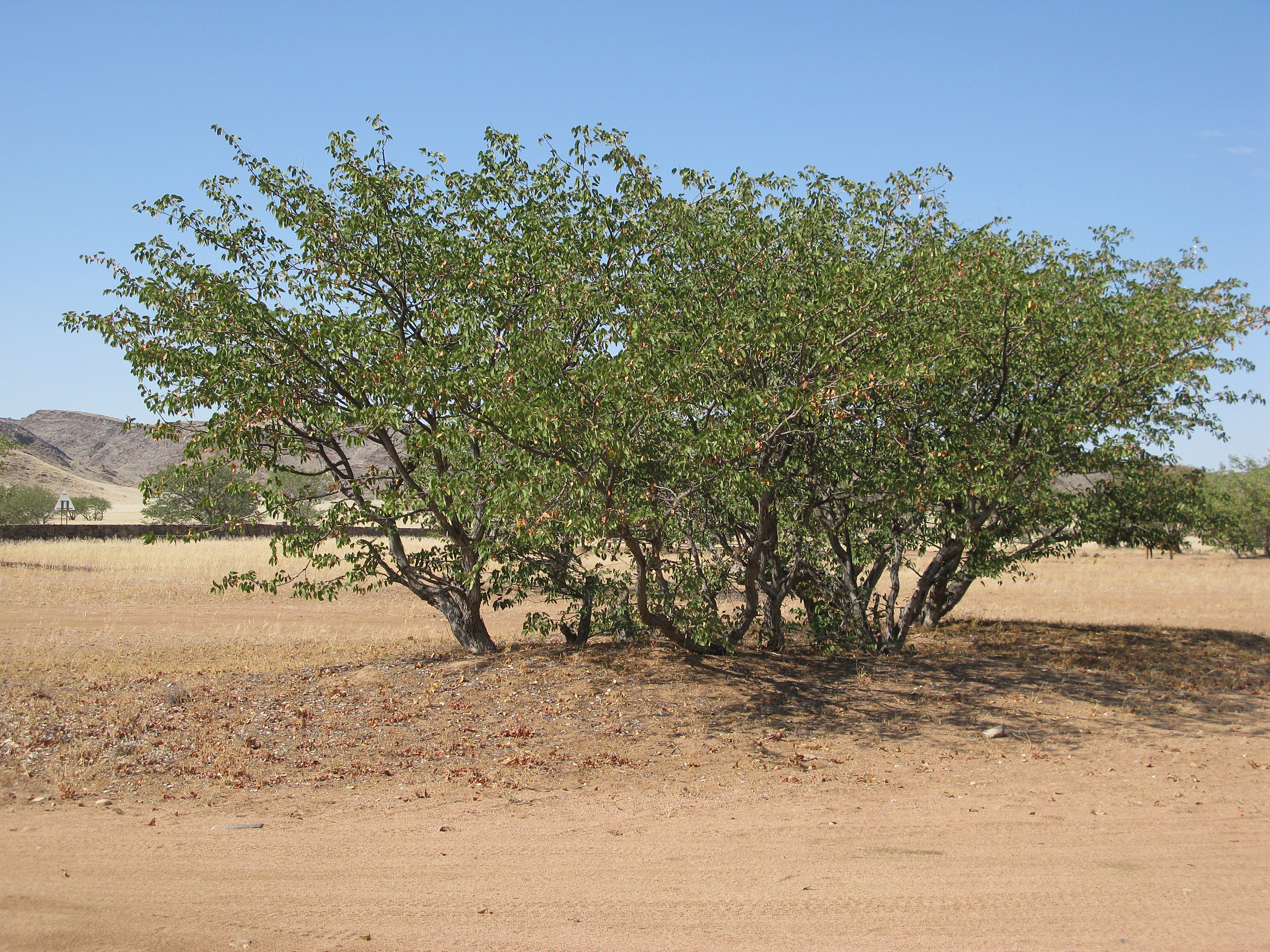
Vista del árbol

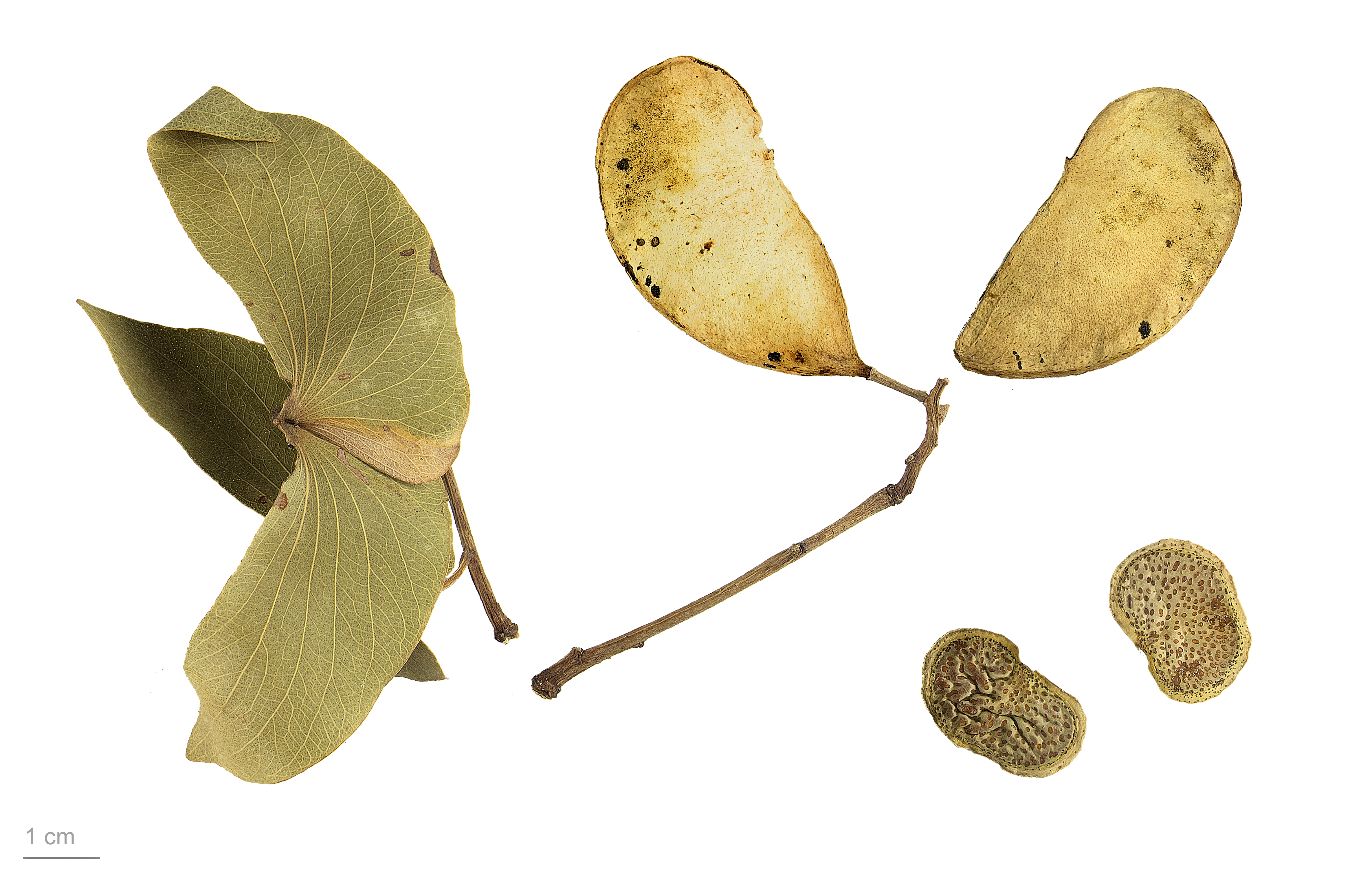
Colophospermum mopane - MHNT

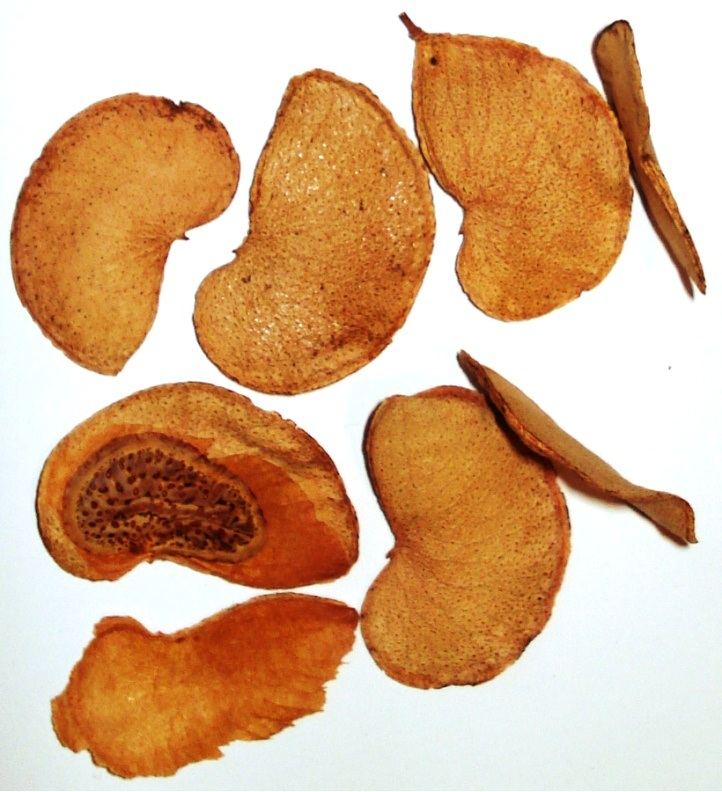
Semillas

Últimamente se ha incrementado su uso en los instrumentos musicales, especialmente en los de viento, pues es más fácil de encontrar que Dalbergia melanoxylon, el ébano de Mozambique (African blackwood), usado para los clarinetes y gaitas rocieras. También se utiliza en la fabricación de flautas irlandesas, whistles o flageolets, quenas y otros análogos.
Otros usos del árbol incluyen utilizar sus ramitas como si fueran cepillos de dientes, hacer curtidos y cordeles con la corteza y sanar heridas con las hojas. 
En Estados Unidos y Europa se usa cada vez más como madera decorativa por sus ricos colores y su textura, ya sea en lámparas, pies de esculturas, jardines, terrarios, arreglos florales, etc. De hecho es una madera muy apreciada en acuariofilia.

## Taxonomía
Colophospermum mopane fue descrita por Kirk ex Benth.) J.Léonard y publicado en Transactions of the Linnean Society of London 25: 316. 1866.
Etimología
El nombre del género, Colophospermum, viene del griego y significa “semilla aceitosa”, por sus semillas resinosas.
Sinonimia
- Copaifera mopane J.Kirk ex Benth. (1866)
- Copaiba mopane (J.Kirk ex Benth.) Kuntze
- Hardwickia mopane (J.Kirk ex Benth.) Breteler (1997)[3]